# 亞爾薩斯的蒂埃里
亞爾薩斯的蒂埃里（法語：Thierry d'Alsace，約1099年—1168年1月17日），佛蘭德伯爵，（1128年至1168年在位）。

## 家庭
1139年，蒂埃里和耶路撒冷國王富爾克的女兒希比拉結婚，兩人共有2子2女：
1. 菲利普（—1191年）
2. 馬修（英语：Matthew, Count of Boulogne）（—1173年）
3. 瑪格麗特一世（—1194年）
4. 格特魯德（—1186年）